# Kanton Saint-Georges-lès-Baillargeaux
Kanton Saint-Georges-lès-Baillargeaux (fr. Canton de Saint-Georges-lès-Baillargeaux) je francouzský kanton v departementu Vienne v regionu Poitou-Charentes. Skládá se ze čtyř obcí.

## Obce kantonu
- Dissay
- Jaunay-Clan
- Saint-Cyr
- Saint-Georges-lès-Baillargeaux